# Своя рубашка ближе к телу
«Своя рубашка ближе к телу» — русская пословица, означающая «собственное и семейное благополучие важнее благополучия других людей». Может иметь неодобрительный оттенок как обвинение в эгоизме. Пословица восходит к фразе из пьесы комедиографа Плавта (ок. 254 — 184 до н. э.) «Туника ближе (к телу), чем плащ».
В других языках (например, в английском) существует множество аналогов этой пословицы.

## Синонимы
Русские
- Сова о сове, а всяк о себе[1].
- Приготовь домашним пищу, а потом давай ты нищу[4] (нищим).

Иностранные
- Благотворительность начинается у себя дома (англ. Charity begins at home)[5]
- Сам прежде всего (англ. Self comes first)[5]

## Толкование
«Рубашка в русской народной культуре определялась фактически как „вторая кожа“, её отождествляли с телом человека (рукава=руки).» Для человека важнее то, что сопряжено непосредственно с ним, нежели то, что имеет к нему косвенное отношение. И то, что сопряжено с ним самим, он будет больше ценить.

## В литературе
Однако своя рубаха ближе к телу. Тебе всё равно издыхать, а я ещё жить хочу.
— Н. Е. Вирта, «Одиночество»

В. Бекетова невозможно было уломать, чтобы он пропустил вещь, которую он находил для себя опасной. Он на всё отвечал: «Нет-с, своя рубашка ближе к телу!»
— А. Я. Панаева, «Воспоминания»

Ноне кто живёт по чести? бают: «Своя рубашка к телу ближе».
— Н. В. Успенский, «Хорошее житьё»